# IPadOS 18
iPadOS 18 est la quinzième version majeure du système d’exploitation iPadOS développé par Apple pour sa gamme de tablettes iPad. Le successeur d’iPadOS 17 a été annoncé lors de la conférence des développeurs d’Apple (WWDC 2024) le 10 juin 2024.

## Fonctionnalités

### Apple Intelligence
Les iPad avec au minimum une puce M1 Apple Silicon pourront bénéficier d’Apple Intelligence. Il s’agit de l’intelligence artificielle mise en place par Apple pour apporter des fonctionnalités IA dans de nombreuses applications ainsi qu’une version de Siri beaucoup plus performante.
Apple Intelligence est disponible en version publique aux États-Unis depuis le 28 octobre 2024 et est disponible version publique en France depuis le 31 mars 2025 avec la sortie d’iPadOS 18.4.

### Écran d’accueil
Il est maintenant possible de personnaliser son écran d’accueil en disposant  ses applications et widgets où l’on souhaite sur l’écran.

### Photos
L’interface de l’application Photos a été intégralement repensée et dispose d’une nouvelle présentation. 

### Calculette
L’iPad dispose enfin d’une application calculette avec iPadOS 18, 14 ans après la sortie de l’appareil,. L’utilisateur peut utiliser l’Apple Pencil pour écrire une équation. 

### Fichiers
L’application Fichiers peut maintenant effacer un volume d’un stockage externe comme un SSD.

### Applications masquées
Avec iPadOS 18, il est possible de masquer n’importe quelle application de l’iPad. Une app masquée n’est plus visible de l’écran d’accueil. Elle se retrouve uniquement dans la bibliothèque d’apps, dans un dossier spécial nommé “Masquées”. Pour ouvrir ce dossier, il faut utiliser Face ID, Touch ID ou le code de déverrouillage de l’iPad.

### Magasins d’applications alternatifs
À l’instar d’iOS 17.4, iPadOS 18 intègre le support de magasins d’applications alternatifs dans les pays membres de l’Union Européenne. En plus de cet ajout, les concepteurs de navigateurs web auront la possibilité d’utiliser leur propre moteur de rendu.

## Appareils compatibles
Contrairement à iOS 18 qui est supporté par l’ensemble des iPhones pouvant avoir iOS 17, iPadOS 18 exclu certains iPads pouvant avoir iPadOS 17. C’est le cas pour l’iPad de 6e génération, iPad Pro 10,5 pouces et iPad Pro 12,9 pouces de 2017 (2e génération) qui ne peuvent avoir iPadOS 18.
Voici la liste des appareils compatibles :
- iPad Air (3e génération)
- iPad Air (4e génération)
- iPad Air (5e génération)
- iPad Air (6e génération)
- iPad (7e génération)
- iPad (8e génération)
- iPad (9e génération)
- iPad (10e génération)
- iPad Mini (5e génération)
- iPad Mini (6e génération)
- iPad Mini (7e génération)
- Tous les iPad Pro 11 pouces
- iPad Pro 12,9 pouces de 3e génération et modèles plus récents.